# Fune
Fune es una localidad del estado de Yobe, en Nigeria, con una población estimada en marzo de 2016 de 428 500 habitantes.
Se encuentra ubicada al noreste del país, cerca de la frontera con Níger y al este de la ciudad de Kano.

## Geografía
La superficie de Fune ocupa un área total de tierra de unos 4,948 kilómetros cuadrados y a través de la misma fluye el río Komadugu Gana. 
Experimenta dos estaciones distintas: la temporada seca y la temporada de lluvias. Durante la temporada seca, la región se caracteriza por la intensa luz solar y las temperaturas elevadas.